# Platypalpus farabiensis
Platypalpus farabiensis är en tvåvingeart som beskrevs av Igor Shamshev 1998. Platypalpus farabiensis ingår i släktet Platypalpus och familjen puckeldansflugor. Inga underarter finns listade i Catalogue of Life.